# Cratichneumon popofensis
Cratichneumon popofensis är en stekelart som beskrevs av William Harris Ashmead 1902. Cratichneumon popofensis ingår i släktet Cratichneumon och familjen brokparasitsteklar. Inga underarter finns listade i Catalogue of Life.